# Château de Schalkhoven
Le château de Schalkhoven est un château situé à Schalkhoven, entité de la commune belge de Hoeselt.

## Histoire
Construit en 1588 par Richard van Elderen, il devient successivement la propriété des familles Vaes en 1607, van Eyll en 1665, de Heusch au XVIIIe siècle, Barthels en 1776, du Vivier, de Borman en 1836, Famille Appeltans en 2011.